# Question de Kaliningrad
« Question de Königsberg » redirige ici. Pour le problème mathématique, voir Problème des sept ponts de Königsberg.

Localisation de l'oblast de Kaliningrad en Europe.

Oblast de Kalinigrad Oblast sur la carte de Russie.

La question de Kaliningrad (allemand : Kaliningrad-Frage ou allemand : Königsberg-Frage ; lituanien : Kaliningrado klausimas ou Karaliaučiaus klausimas ; polonais : Kwestia Kaliningradu ou polonais : Kwestia Królewca ; russe : Калининградский вопрос) est une question politique concernant le statut de l'oblast de Kaliningrad en tant qu'exclave de la Russie, et son isolement du reste de la région de la Baltique à la suite de l'élargissement de l'Union européenne en 2004.
Dans les médias occidentaux, la région est souvent évoquée en relation avec le déploiement de systèmes de missiles, initialement en réponse au déploiement de systèmes de défense antimissile en Pologne et en République tchèque.
La Russie considère la région comme un élément vital de sa capacité à projeter sa puissance dans la région de la Baltique.
Une position marginale considère également le retour de la province à l'Allemagne de la fédération de Russie, ou son indépendance des deux,. La première question est principalement hypothétique, car le gouvernement allemand a déclaré qu'il n'y avait aucune revendication et a formellement renoncé en droit international à tout droit sur les terres à l'est de l'Oder en ratifiant le traité sur le règlement définitif concernant l'Allemagne.

## Contexte historique

### Ordre Teutonique
Königsberg a été fondée dans une région habitée par des Sambiens (en) ou des Prussiens dans un fort connu sous le nom de Twangste (Tuwangste, Tvankste), signifiant « forêt de chênes ». D'autres colonies ont été établies en même temps, notamment une ville de pêcheurs, le port de Lipnick et les villages de Sakkeim et Trakkeim. En 1255, les Sambiens furent conquis par les chevaliers Teutoniques, Twangste étant détruite et remplacée par une nouvelle forteresse : Königsberg, nom donné par le roi Ottokar II de Bohême, qui paya la construction de la première forteresse lors de la croisade prussienne. au nord-ouest du nouveau château de Königsberg, une nouvelle colonie connue sous le nom de Steindamm a été construite, située à 7 km de la lagune de la Vistule.
L'Ordre teutonique utilisa Königsberg pour renforcer ses conquêtes en Sambie et comme capitale à partir de laquelle lancer des actions contre le grand-duché de Lituanie, considéré comme « païen » par les Teutons. Plus tard, le grand soulèvement prussien aurait lieu avec la destruction conséquente du nord-ouest de la colonie, qui devait être reconstruite au sud entre les collines du château et la rivière Pregolya. Connue sous le nom d'Altstadt, elle obtint les droits de Kulm en 1286. Löbenicht, une ville à l'est de l'Altstadt entre la Pregolia et l'étang inférieur, obtint les mêmes droits en 1327.

### Ligue hanséatique et incorporation à la Pologne

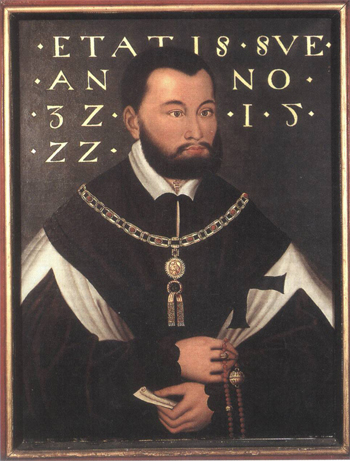
Albert Ier, premier duc de Prusse.

En 1340, Königsberg est devenue une partie de la Ligue hanséatique, développant ainsi une activité économique importante dans la région de la Baltique du sud-est, échangeant des marchandises dans toute la Prusse, la Pologne et la Lituanie. De 1324 à 1330, le chroniqueur Pierre de Duisbourg écrivit Chronicon terrae Prussiae. En 1348 eu lieu la victoire des Teutons sur les Lituaniens à la bataille de Strawen. Une fois la guerre terminée, le Grand Maître Winrich von Kniprode fonde un couvent cistercien dans la ville. Là, les aspirants étudiants sont scolarisés à Königsberg avant de poursuivre leur formation dans d'autres lieux comme Prague ou Leipzig.
Dans le cadre de la Grande Guerre, les Teutons ont subi une défaite majeure à la bataille de Grunwald, cependant, Königsberg est demeurée sous la domination teutonique. Cependant, les Livoniens capturèrent la garnison, ce qui leur permit de récupérer le territoire sous les ordres de Ladislas II Jagellon. En 1454, la Ligue de Prusse se révolta contre l'ordre Teutonique et demanda formellement au roi Casimir IV Jagellon d'incorporer la Pologne en tant que territoire féodal. Cela a marqué le début de la Guerre de Trente Ans entre l'Ordre Teutonique et la Couronne du royaume de Pologne avec un résultat favorable pour ce dernier. En 1466, la Prusse royale deviendra une partie de la Pologne conformément aux dispositions du deuxième traité de paix de Thorn.
Par l'hommage prussien à son oncle le roi Sigismond Ier de Pologne, Albert de Brandebourg devient le premier duc séculier du nouveau duché de Prusse. Königsberg gagne en importance en tant que l'une des plus grandes villes et pour ses ports. La ville émerge comme un exportateur de blé, de bois, de chanvre et de fourrure, entre autres produits. Avec Dantzig et Riga, c'était l'un des rares ports de la Baltique où plus d'une centaine de navires par an mouillaient au XVIe siècle.
Anna, qui était la fille d'Albert-Frédéric de Prusse, épousa l'électeur Jean III Sigismond de Brandebourg, qui obtint le droit de succéder à Albert-Frédéric après sa mort en 1618. A cette époque, les électeurs de Brandebourg régnaient sur le duché de Prusse et de Königsberg. À la suite de l'invasion des armées impériales et suédoises pendant la guerre de Trente Ans, le siège de la dynastie des Hohenzollern est transféré dans la capitale prussienne. Le 1er novembre 1641, Frédéric-Guillaume Ier de Brandebourg persuada l'administration d'accepter d'éliminer les impôts. Dans le traité de Königsberg de janvier 1656, l'électeur reconnut son duché comme territoire féodal de Suède, mais en 1657, dans le traité de Wehlau, ledit territoire passe sous le contrôle souverain de la Pologne. Trois ans plus tard, dans le traité d'Oliva, la Prusse devient indépendante des deux États.
Le 18 janvier 1701, Frédéric III est couronné roi sous le nom de Frédéric Ier.

### Premier partage de la Pologne et guerre de la quatrième coalition
Après le premier partage de la Pologne en 1772, Königsberg devient la capitale de la province de Prusse-Orientale, née de la province de Prusse depuis 1773. En 1800, elle avait une extension de 8 km et une population de 60 000 habitants, dont une garnison militaire de 7 000 membres, étant ainsi l'une des villes allemandes les plus peuplées. En 1806, l'armée prussienne est vaincue par les troupes napoléoniennes lors de la guerre de la Quatrième Coalition, par conséquent, Frédéric-Guillaume III a déplacé sa cour de Berlin à Königsberg. Malgré la défaite militaire, la ville était un foyer majeur de résistance politique. Pour encourager le sentiment libéral et nationaliste au sein de la classe moyenne prussienne, la « Ligue de la Vertu » est fondée en avril 1808. En 1819, la population atteint 63 800 habitants. De 1824 à 1878, elle devient la capitale de la province unie de Prusse après la fusion de la province de Prusse-Orientale et de la province de Prusse-Occidentale, en plus d'être le siège administratif du Regierungsbezirk.

### Empire allemand et République de Weimar

Province de Prusse-Orientale dans la république de Weimar.

Carte de la Prusse-Orientale entre 1923 et 1939.

À partir de 1871, Königsberg fera partie de l'Empire allemand. En 1900 la population passe à 180 000 habitants dont 9 000 sont des soldats de la garnison. En 1914 la population sera de 246 000 habitants en même temps que la population juive commence à croître dans une ville à la pluralité culturelle. Après la défaite des Empires centraux pendant la Première Guerre mondiale, l'Empire allemand tombe avec l'abdication de l'empereur allemand  Guillaume II et la république de Weimar lui succède. Le royaume de Prusse se mue en État libre de Prusse et Königsberg ainsi que la Prusse-Orientale sont séparés du reste de l'Allemagne par le corridor de Dantzig.
En mai 1939, la population de Königsberg s'établissait à 372 164 habitants.

### Seconde Guerre mondiale et nettoyage ethnique

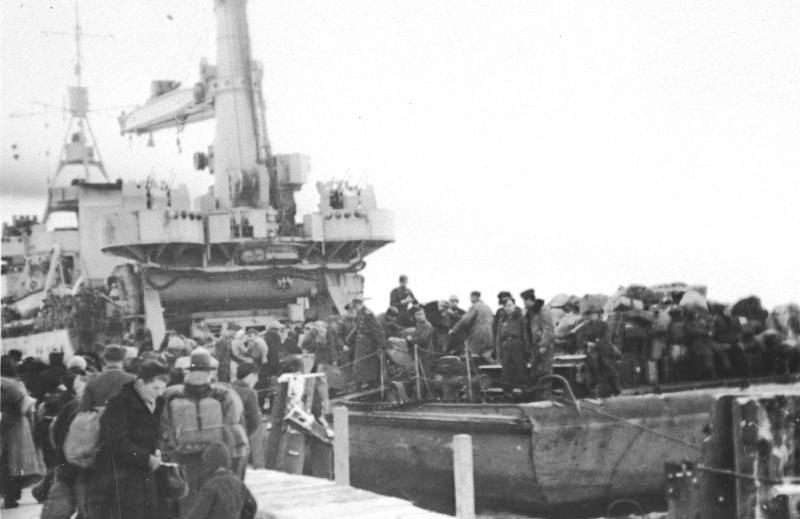
Réfugiés de Königsberg fuyant vers l'ouest de l'Allemagne avant l'avancée de l'Armée rouge en 1945.

L'incorporation de la région de Königsberg en Prusse-Orientale à la Russie est devenue un objectif de guerre déclaré de l'Union soviétique lors de la conférence de Téhéran en décembre 1943.
En 1944, Königsberg est gravement endommagé par les bombardements britanniques. Le centre historique, ainsi que les quartiers d'Altstadt, Löbenicht et Kneiphof. Parmi les bâtiments détruits figuraient : la cathédrale, le château, toutes les églises de la vieille ville, les universités et les commerces.
Face à l'avancée de l'Armée rouge, la population fuit après la propagation de rumeurs d'atrocités commises par les Soviétiques à Nemmersdorf. Au début de 1945, les forces soviétiques sous le commandement du maréchal Constantin Rokossovski encerclèrent la ville qu'Hitler envisageait autrefois comme un musée de tout ce que les Allemands trouvaient en Russie. À partir d'avril, l'opération Samland a commencé avec laquelle le I Front Baltique a capturé la ville. Auparavant, Hitler qualifiait Königsberg de « bastion invincible de l'esprit allemand », mais la ville est tombée après trois mois de siège, lors duquel certains civils en ont profité pour s'enfuir par chemin de fer ou par mer du port de Pillau.
Le 9 avril 1945 - un mois avant la fin de la Seconde Guerre mondiale en Europe - le commandement militaire de Königsberg, sous les ordres du général Otto Lasch, se rendit à l'Armée rouge. Au moment de la capitulation, on estimait le nombre de morts, entre militaires et civils, à 42 000, les Soviétiques, quant à eux, prétendaient détenir 90 000 prisonniers.
Environ 120 000 survivants sont restés dans les ruines de la ville. Il s'agissait principalement de femmes, d'enfants, de personnes âgées, ainsi que d'autres personnes qui sont revenues peu après la fin du conflit. Ceux-ci ont été détenus comme esclaves jusqu'en 1949. La grande majorité de la population allemande a quitté Königsberg à la fin de 1945, bien que d'autres soient morts de maladie, de famine délibérée ou de nettoyage ethnique. Les 20 000 restants ont été expulsés entre 1949 et 1950.

Carte des zones d'occupation de l'Allemagne et des régions allemandes orientales annexées par la Pologne et l'Union soviétique.

Comme convenu par les Alliés lors de la conférence de Potsdam, le nord de la Prusse-Orientale, y compris Königsberg, est passé sous contrôle soviétique en tant que territoire incorporé à la République socialiste fédérative soviétique de Russie. Plus précisément, il est devenu une exclave de la RSS de Russie, séparée du reste de la République par les RSS de Lituanie et de Biélorussie. Les parties méridionales de la Prusse-Orientale ont été transférées à la Pologne. En 1946, la nomenclature a été changée en Kaliningrad. En 1991, la dislocation de l'URSS a eu lieu et depuis lors, Kaliningrad fait partie de la fédération de Russie.
En octobre 1945, seuls environ 5 000 civils soviétiques vivaient sur le territoire. Entre octobre 1947 et octobre 1948, environ 100 000 Allemands ont été déplacés de force en Allemagne. Environ 400 000 civils soviétiques sont arrivés en 1948. Certains ont déménagé volontairement, mais comme le nombre de colons volontaires s'est avéré insuffisant, les fermes collectives ont reçu des quotas sur le nombre de personnes qu'ils devaient envoyer à Kaliningrad. Souvent, ils envoyaient les individus les moins désirables socialement, tels que les alcooliques ou les personnes sans instruction.
Dans les années 1950, Nikita Khrouchtchev a suggéré que la RSS de Lituanie annexe l'oblast de Kaliningrad. L'offre a été refusée par le chef du Parti communiste lituanien Antanas Sniečkus, qui ne souhaitait pas modifier la composition ethnique de sa république. À la fin de l'ère soviétique, des rumeurs se sont répandues selon lesquelles l'oblast pourrait être converti en une patrie pour les Allemands soviétiques.

### Union soviétique puis fédération de Russie
L'oblast de Kaliningrad est resté une partie de l'Union soviétique jusqu'à sa dislocation en 1991, et depuis lors, c'est une enclave de la fédération de Russie. Après l'effondrement soviétique, certains descendants des expulsés et des réfugiés se sont rendus dans la ville pour examiner leurs racines. Selon le recensement russe de 2010, 7 349 Allemands de souche vivent dans l'Oblast, soit 0,8 % de la population.
En Allemagne, le statut de Kaliningrad (Königsberg) et les droits des expulsés étaient une question politique dominante jusqu'aux années 1960, lorsque le discours politique changeant associait de plus en plus des opinions similaires au révisionnisme de droite.
Selon un article de Der Spiegel publié en 2010, en 1990, le gouvernement ouest-allemand a reçu un message du général soviétique Geli Batenine, proposant de retourner Kaliningrad. L'offre n'a jamais été sérieusement envisagée par le gouvernement de Bonn, qui considérait la réunification avec l'Est comme sa priorité. Cependant, cette histoire a ensuite été démentie par Mikhaïl Gorbatchev.
En 2001, l'UE aurait été en pourparlers avec la Russie pour conclure un accord d'association avec l'oblast de Kaliningrad, à un moment où la Russie ne pouvait pas rembourser la dette de 22 milliards de livres sterling due à Berlin, ce qui aurait pu donner à l'Allemagne une certaine influence sur le territoire. Les revendications de « racheter » Kaliningrad ou d'autres « accords secrets » ont été rejetées par les deux parties.
Une autre rumeur sur un accord lié à la dette, publiée par l'hebdomadaire russe Nash Kontinent, alléguait que Poutine et Edmund Stoiber s'étaient mis d'accord sur le retour progressif de Kaliningrad en échange de l'annulation de la dette de 50 milliards de dollars de la Russie envers l'Allemagne.
Après l'annexion de la Crimée par la fédération de Russie en 2014, certains journaux ont proposé que l'oblast de Kaliningrad soit rendu à l'Ouest. Le 28 avril 2014, The Baltic Times a proposé que l'Occident reprenne Kaliningrad à la Russie en échange. Cette proposition a été citée par plusieurs articles scientifiques.
Indépendamment de la réalité, l'annexion de la Crimée par la Russie a ouvert la porte à la revendication de Kaliningrad par d'autres.
Quelques mois après l'invasion de l'Ukraine par la Russie en 2022, la Lituanie a commencé à appliquer les sanctions de l'Union européenne, qui ont bloqué environ 50 % des marchandises importées à Kaliningrad par chemin de fer, sans compter la nourriture, les médicaments ou les voyages de passagers. La Russie a protesté contre les sanctions et annoncé qu'elle augmenterait les expéditions par voie maritime.

### Toponymie
En dépit de la dislocation du bloc de l'Est, l'oblast et sa capitale honorent toujours la mémoire du dignitaire soviétique Mikhaïl Kalinine, tandis que les noms de Stalingrad (renommée Volgograd après la mort de Staline), Leningrad, Gorki, Kalinine, Kirov ou Sverdlovsk ne sont plus employés.
Bien que l'appellation familière courante soit en russe Kyénig (Кениг pour König), l'emploi du nom allemand Königsberg a été massivement rejeté par l'opinion locale et par la municipalité, mais de nombreuses suggestions furent faites dans les années 1991-1995 pour « désoviétiser » la toponymie de l'oblast, par exemple : « Korolovets » comme le font déjà les Polonais (« Królewiec »), les Tchèques (« Královec ») ou les Lituaniens (« Karaliaučius »), « Kantograd » (ville de Kant), « Korolevsk » ou « Korolevgrad » en hommage au « père » de l'astronautique russe Sergueï Korolev, « Boroussk » ou « Tvansk » en référence à la Borussie. Toutes furent également rejetées : les générations élevées en Union soviétique et leur descendance, dont beaucoup sont des familles de militaires, sont d'autant plus attachées au nom soviétique de Kaliningrad, que leur ville n'a pas de nom antérieur russe, comme les autres villes historiques de Russie débaptisées par le gouvernement russe.

## Proposition d'indépendance
Depuis le début des années 1990, il y a eu une proposition d'indépendance de l'oblast de Kaliningrad vis-à-vis de la Russie et la formation d'un « quatrième État balte » par une partie de la population locale. Le parti républicain balte a été fondé le 1er décembre 1993 dans le but de fonder une république balte autonome.

## Irrédentismes éventuels
Inesis Feldmanis, directrice de la Faculté d'histoire et de philosophie de l'université de Lettonie, aurait déclaré que l'annexion de Kaliningrad par l'Union soviétique est « une erreur dans l'histoire ».
Le mouvement Freistaat Preußen, l'une des ramifications les plus actives du mouvement Reichsbürger, considère le gouvernement russe (et allemand) comme illégitime et se considère comme les dirigeants légitimes de la région. Depuis 2017, le mouvement est divisé en deux factions concurrentes, l'une basée à Königsfeld, en Rhénanie-Palatinat, et l'autre à Bonn.

### Lituanie
Certains groupes politiques en Lituanie revendiquent des parties de l'oblast de Kaliningrad entre les rivières Pregolia et Niémen (une région connue sous le nom de « Petite Lituanie »), mais ils ont peu d'influence. Linas Balsys, député au parlement lituanien, a soutenu que le statut de l'enclave devrait être discuté au niveau international.
En 1994, l'ancien chef d'État lituanien Vytautas Landsbergis a appelé à la séparation et à la « décolonisation » de Kaliningrad de la Russie. En décembre 1997, le député lituanien Romualdas Ozolas (en) a exprimé son point de vue selon lequel Kaliningrad devrait devenir une république indépendante.
Après l'annexion de la Crimée en 2014, l'analyste politique Laurynas Kasčiūnas a appelé à une révision de l'accord de Potsdam. Il affirme que les habitants de Kaliningrad soutiendraient un référendum pour se séparer de la Russie. L'idée d'une revendication lituanienne a été balayée par les médias russes, même le journal libéral Novaïa Gazeta la rejetant comme un « fantasme géopolitique ».

### Pologne
Le 10 mai 2023, le gouvernement polonais annonce qu'en langue polonaise, l'oblast de Kaliningrad sera désormais désignée par son nom polonais Królewiec. L'annonce est publiée dans la Gazeta Wyborcza. Le ministre Waldemar Buda affirma : « Nous ne souhaitons pas la russification de la Pologne, d'où notre décision d'appeler Kaliningrad et sa région dans notre propre langue »
. En réaction à cette décision, les médias russes ont évoqué une volonté polonaise d'annexer la région, bien que la Pologne n'ait émis aucune revendication sur Kaliningrad, car ce serait remettre en question ses acquis de la conférence de Potsdam, qui a également décidé du statut de Kaliningrad. Les médias russes tels que Pravda.ru (en) ont néanmoins écrit que c'était une tentative du gouvernement polonais d'annexer la région. Stanisław Żaryn, porte-parole du ministre polonais coordinateur des services spéciaux, a rejeté l'allégation comme une « fausse nouvelle parmi bien d'autres »,.

### Biélorussie
En 2019, le président biélorusse Alexandre Loukachenko, faisant le parallèle avec l'annexion de la Crimée par la Russie en 2014, a suggéré que l'oblast de Kaliningrad pourrait devenir biélorusse sous le nom de Барусія ou « Borussie ».

### Groupes allemands

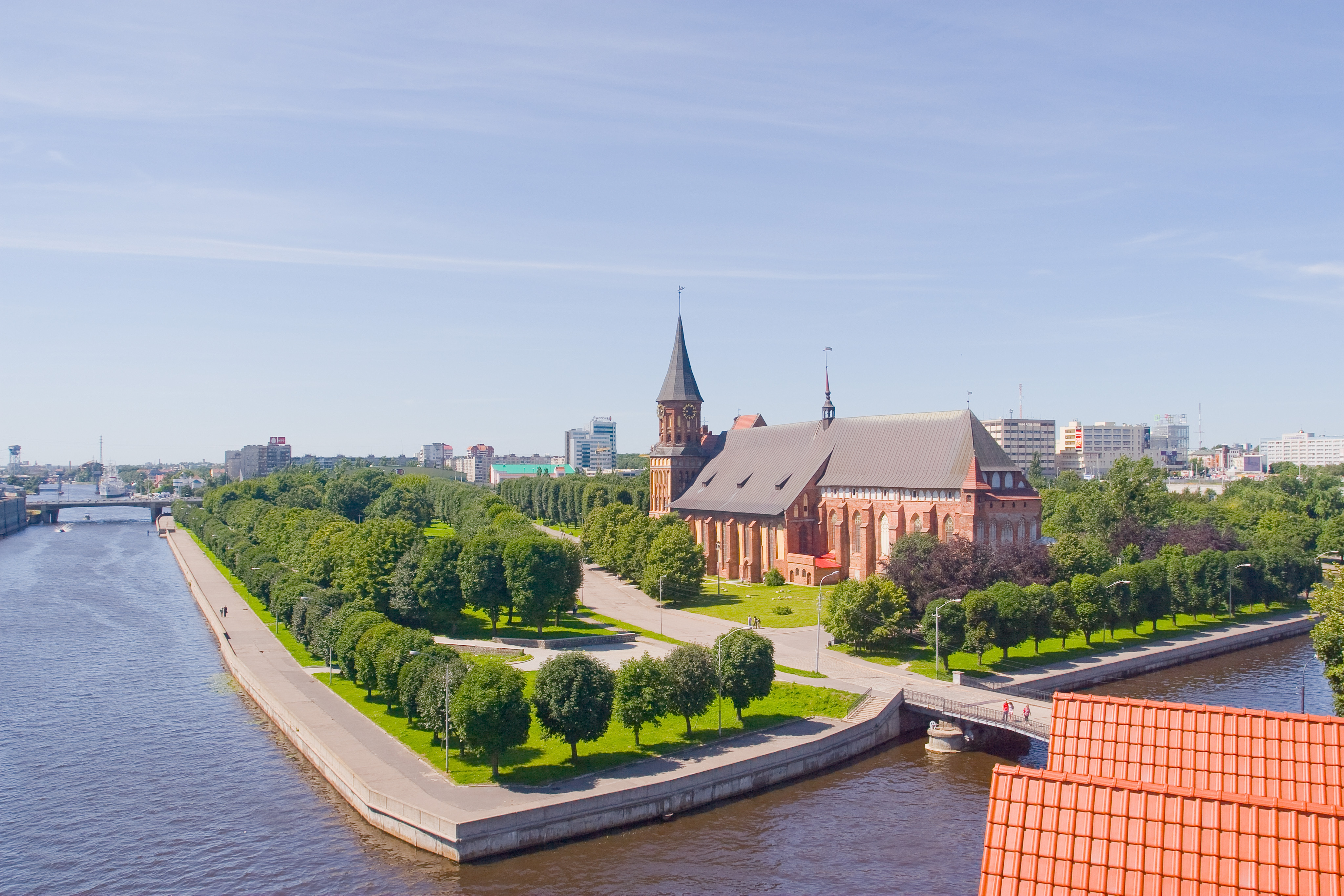
Vue actuelle de la cathédrale de Königsberg et de l'île de Kant.

Bien que l'Allemagne elle-même n'ait aucune revendication, dans les années 1990, un groupe allemand nationaliste se faisant appeler Gesellschaft für Siedlungsförderung (« Société pour la recolonisation ») a tenté d'établir une colonie à Iasnaïa Poliana (Trakehnen en allemand). La collecte de fonds par l'organisation Aktion Deutsches Königsberg a financé la construction d'une école de langue allemande et de logements dans le village voisin d'Amtshagen. La plupart des colons étaient des Allemands russes du Caucase et du Kazakhstan (en), plutôt que des rapatriés de Prusse-Orientale.
Plusieurs maisons délabrées ont été achetées et rénovées ; des tracteurs, des camions, des matériaux de construction et des machines ont été importés dans le village. Les salaires relativement élevés ont attiré de nouveaux arrivants, et la population ethnique allemande est passée à environ 400 habitants. La construction d'une deuxième colonie dans la périphérie de Trakehnen, nommée Agnes-Miegel-Siedlung, a commencé en 1998. Une partie des colons étant citoyens russes, les relations avec l'administration russe locale étaient initialement cordiales, mais lorsque les activités du groupe furent rendues publiques par les médias allemands, elles ont été réprimées comme « séparatistes » par le gouvernement russe. Dietmar Munier, l'initiateur du projet, s'est vu interdire de se rendre dans l'oblast de Kaliningrad. En 2006, il a vendu sa participation dans l'association à un certain Alexander Mantai, qui l'a transformée en une entreprise à but lucratif et a expulsé les premiers colons. L'association a été liquidée en 2015 pour « violation de la loi russe sur les agents étrangers ».
Dans les années 1990, un groupe affilié à Manfred Roeder a collecté des dons pour construire des logements pour les Allemands de souche dans le village d'Olkhovatka, à l'est de Kaliningrad.

### Oblast autonome juif
Des groupes de Juifs russes ont suggéré dans les années 1990 de transférer l'Oblast autonome juif du Birobidjan en Sibérie orientale (où Staline éloignait les intellectuels juifs « indésirables » et où ne vivent que 1 628 Juifs, moins de 1 % de la population de l'oblast) dans l'oblast de Kaliningrad, en Europe, où ont historiquement vécu leurs ancêtres : la charge symbolique est forte puisque c'est la région de Kant et un territoire pris aux nazis, et les chances économiques sont meilleures que dans la taïga marécageuse d'extrême-orient. Le gouvernement russe rejeta cette suggestion.  

## Positions officielles
Bien que des négociations en 2001 aient été lancées autour d'un éventuel accord commercial russe avec l'Union européenne, qui aurait placé l'enclave dans la sphère d'influence économique de l'Allemagne, le gouvernement allemand actuel n'a manifesté aucun intérêt à récupérer l'oblast de Kaliningrad. Les gouvernements polonais et lituanien reconnaissent également Kaliningrad comme faisant partie de la Russie, tout comme l'Union européenne. L'Allemagne a formellement renoncé à toutes les revendications territoriales sur l'ancienne province de Prusse-Orientale dans le cadre du traité de Moscou qui a conduit à la réunification allemande. En juillet 2005, le chancelier allemand Gerhard Schröder a déclaré que « dans son cœur [la ville] s'appellera toujours Königsberg », mais a déclaré que l'Allemagne n'avait aucune revendication territoriale sur elle. Selon Ulrich Speck, la perspective du retour de Kaliningrad en Allemagne manque de soutien en Allemagne, même parmi les groupes nationalistes marginaux. En 2004, l'homme politique allemand Jürgen Klimke a demandé au gouvernement fédéral allemand ce qu'il pensait de la création d'une eurorégion lituanienne-russo-polonaise, qui s'appellerait « Prusse ». L'initiateur a nié toute connotation revanchiste à la proposition.
Après la dislocation de l'URSS, la souveraineté de la Russie sur Kaliningrad n'a été contestée par aucun gouvernement.

#### Seconde Guerre mondiale
- Bombardement de Königsberg
- Bataille de Königsberg
- Offensive de Prusse-Orientale
- Évacuation de la Prusse-Orientale
- Fuite et expulsion des Allemands entre 1944 et 1950
- Partition polono-soviétique de la Prusse-Orientale